# Koppe no
Koppe no là một loài nhện trong họ Corinnidae.
Loài này thuộc chi Koppe. Koppe no được Christa L. Deeleman-Reinhold miêu tả năm 2001.